# Petrila
Petrila (maďarsky Petrilla) je město v Rumunsku v župě Hunedoara. Nachází se u břehu řeky Jiul de Est (jedna ze zdrojnic řeky Jiu), asi 88 km jihovýchodně od Devy a asi 331 km severozápadně od Bukurešti. V roce 2011 žilo ve městě 22 692 obyvatel. Petrila je de facto předměstím města Petroșani.
K městu náleží další čtyři vesnice: Cimpa, Jieț, Răscoala a Tirici. U města se nachází uhelný důl, založený v roce 1840.